# Yizhak Sadai

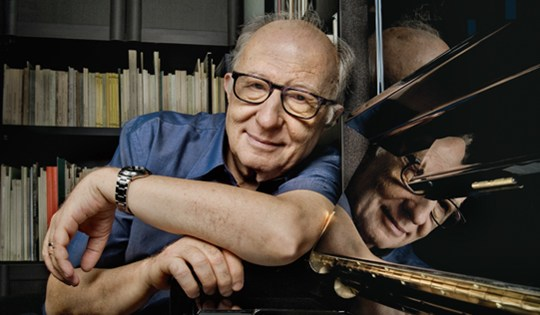
Yizhak Sadai

Yizhak Sadai (hebräisch יצחק סדאי; * 13. Mai 1935 in Sofia; † 26. Februar 2019 in Tel Aviv) war ein israelischer Komponist und Musikpädagoge.

## Werdegang
Sadai wanderte 1949 nach Israel ein. Er studierte von 1951 bis 1956 Komposition bei Alexander Uriah Boskovitch und Ödön Pártos am Konservatorium von Tel Aviv. Er nahm dann privaten Unterricht bei Roman Haubenstock-Ramati und Josef Tal und nahm 1962 und 1964 an den Darmstädter Ferienkursen teil. Daneben arbeitete er in den 1960er Jahren in der Groupe de recherches musicales in Paris mit Pierre Schaeffer, François Bayle und Guy Reibel zusammen.
1960 gründete er mit Dan Miron, Jehoash Hirshberg und Zeev Schuss die Renanim-Kunsthochschule, an der er Musik unterrichtete. Im gleichen Jahr begann er auch an der Rubin-Musikakademie in Jerusalem zu unterrichten. 1966 wurde er Professor für Komposition und Musiktheorie an der Universität Tel Aviv.
Hier gründete er 1974 ein Studio für elektroakustische Musik, aus dem zahlreiche Komponisten wie Joseph Dorfman, Yossi Mar-Chaim, Raviv Gazit, Amnon Wolman, Betty Olivero, Danny Oppenheim, Jonathan Berger, Kiki Keren-Huss, Rajmil Fischman, Dan Yuhas, Dror Elimelech und Ron Kolton hervorgingen.
Neben elektroakustischer Musik komponierte Sadai auch Orchester- und Vokalwerke sowie Kammermusik. Er verfasste Artikel und Essays zu Fragen der Musiktheorie, -phänomenologie und -rezeption in internationalen Fachjournalen und veröffentlichte mehrere Bücher.

## Werke
- Ricercare symphonique für kleines Orchester, 1957
- Nuances für kleines Orchester, 1965
- Canti Fermi für Synclavier und kleines Orchester, 1986
- Serenade für Flöte, Oboe, Klarinette und Fagott, 1959
- Interpolations variées für Cembalo und Streichquartett, 1965
- Anamorphoses, Streichquartett, 1982
- Reprises für Synclavier und Instrumentalensemble, 1986
- Antiphones für Synclavier und Instrumentalensemble, 1986
- Hatzvi Israel, Kantate für Alt, Bariton, gemischten Chor und kleines Orchester, 1960
- Prélude à Jérusalem, Kantate für Alt, Tenor, Bass, zwei weibliche und zwei männliche Sprecher, gemischten Chor und kleines Orchester, 1968
- Divertimento für Alt, Flöte, Viola und Klavier, 1955
- Ecclesiastes, Kantate für Alt, Bariton und kleines Orchester, 1958
- Psychoanalysis Kantate für Alt, Tenor, Bariton und Orchester, 1959
- Aria da capo für Violine, Viola, Vello, Kontrabass, Celesta, Vibraphon, Perkussion und zwei Tonbandgeräte, 1966
- Song into the Night für Tonband, 1971
- From the Diary of a Percussionist für Perkussion und Tonband, 1972
- La prière interrompue für Tonband, 1975
- Anagramme für kleines Orchester und Tonband, 1975
- Trial 19, audiovisuelles Werk nach einem Libretto von Recha Freier für weiblichen und männlichen Sprecher und Tonband, 1979
- Nine Educational Pieces für Klavier, 1972

## Schriften
- Methodology of the Theory of Music, 1960
- Harmony in its Systemic and its Phenomenological Aspects, 1980
- Traité de sujets musicaux – envers une épistémologie musicale, 2003